# Clovis Cazes
Clovis Alfred Cazes (Lannepax, 28 ottobre 1883 – San Sebastián, 1918) è stato un pittore francese.
Nacque in una cittadina del sud-ovest della Francia (dipartimento del Gers) e morì in una data non certa. Secondo alcuni, infatti, egli soccombette nel 1918 all'epidemia europea di febbre spagnola che seguì la prima guerra mondiale. Secondo altri egli si spense a San Sebastián, in Spagna, nel 1922.

Fu un pittore prevalentemente ancorato all'accademismo, ma non disdegnò, specie nei paesaggi, di applicare tecniche neoimpressioniste.

## Biografia
D'origine guascone, Cazes era figlio di Pierre Félix Cazes, droghiere, e di Joséphine Larée, levatrice.

Iniziò il suo apprendistato di pittore nel 1899, a sedici anni, nell'atelier del pittore David di Agen. Appena un anno dopo ottenne una borsa di studio dal Consiglio Dipartimentale del Gers. Poté così studiare nell'École des beaux-arts di Tolosa. Nel 1903 vinse il primo gran premio del concorso triennale della città, beneficiando così di una seconda borsa di studio per entrare all'École nationale supérieure des beaux-arts di Parigi, dove si iscrisse nel 1904. Durante i suoi studi all'École fu allievo di Fernand Cormon, Carolus-Duran, Jean-Paul Laurens e di Jean-Jacques Henner.
Quando era allievo nell'atelier di Cormon, ricevette numerose attestazioni di merito e «primi premi della Scuola» come la «grande medaglia d'emulazione», il premio Chenavard, il premio Sturler o ancora il premio d'Attainville.
Cazes divenne membro della Société des artistes français nel 1906. I suoi lavori e l'esposizione delle sue opere gli permisero di ottenere la sua terza borsa di studio per il soggiorno di un anno in Italia nel 1909. E nel '14 venne nominato anche pittore ufficiale della Marina. In quel periodo frequentò i pittori Alex Lizal e Jean-Roger Sourgen, originari delle Landes.
Nel 1914 scoppiò la Grande guerra e Cazes fu richiamato, ma subito dopo riformato a causa di una malattia infettiva che aveva contratto. Venne allora inviato in Spagna come attaché del consolato di Francia a Valencia. In Spagna, come pittore, ebbe un successo crescente, esponendo in particolare la sua produzione spagnola a San Sebastián. Secondo una delle opinioni precitate Cazes morì di febbre spagnola nel 1918, durante l'esposizione di San Sebastián, all'età di 35 anni.

## Opere scelte
- 1905, La Promenade du Centaure, Hôtel d'Assézat a Tolosa
- 1909, Le Soir, Premio Lefèvre Glaize, terza medaglia
- 1910, Cortège antique, (acquistato dallo Stato per il Museo di belle arti di Bordeaux)
- 1911, Bacchante, (acquistato dallo Stato per il Musée des Augustins di Tolosa)
- 1911, Soir antique, Museo degli Augustins di Tolosa
- 1913, Rhapsode, Museo des Jacobins d'Auch. Secondo prix de Rome (in quell'anno il primo premio non fu assegnato).
- 1914, Chasseresses, esposto al Salon di Bruxelles del 1914
- 1914, Soir païen, esposé al Salon di Bruxelles del 1914

## Galleria d'immagini

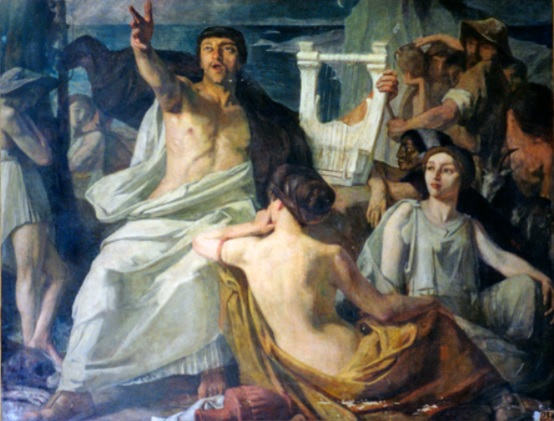
Il rapsode
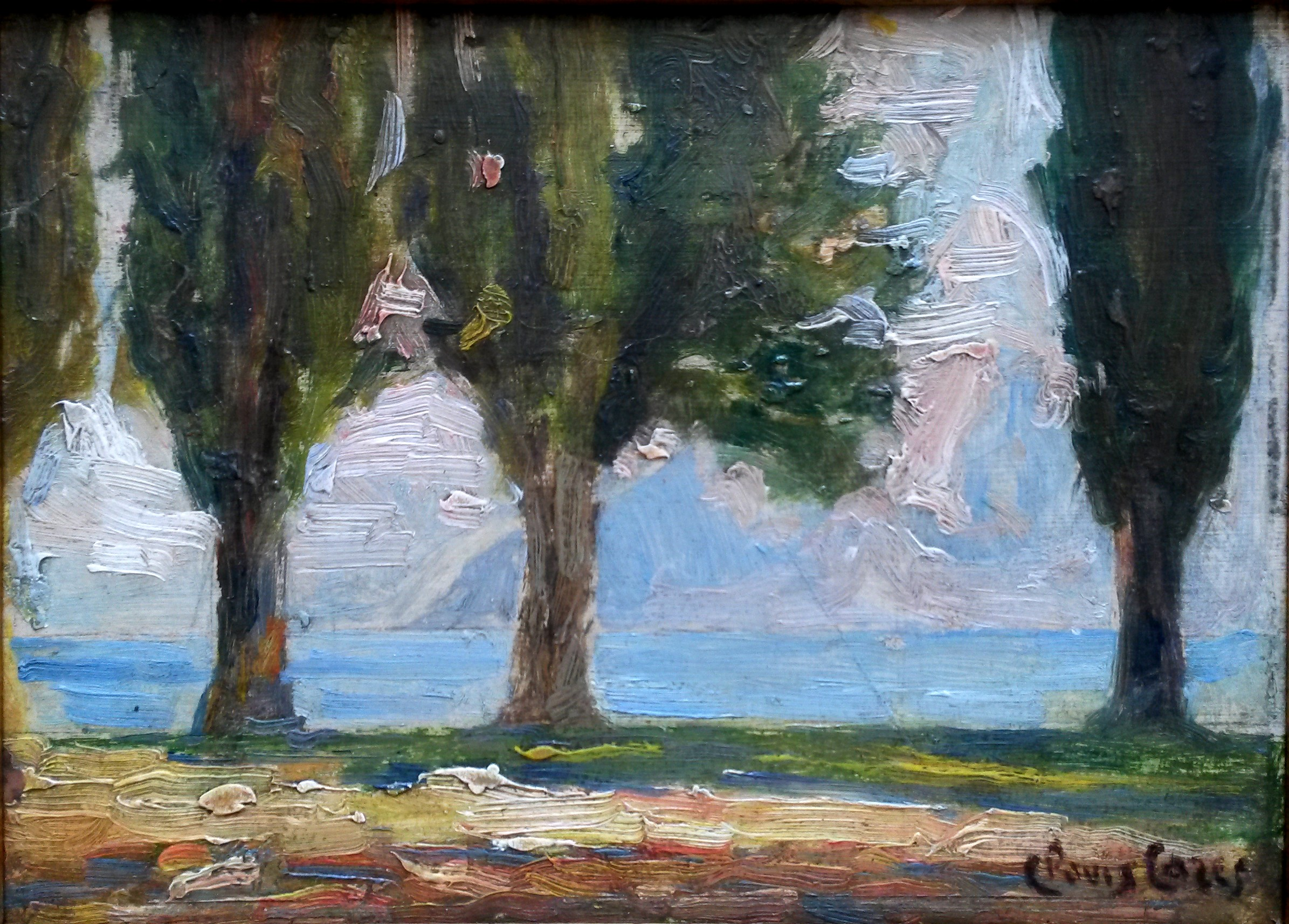
Cipressi in Italia, c.1909
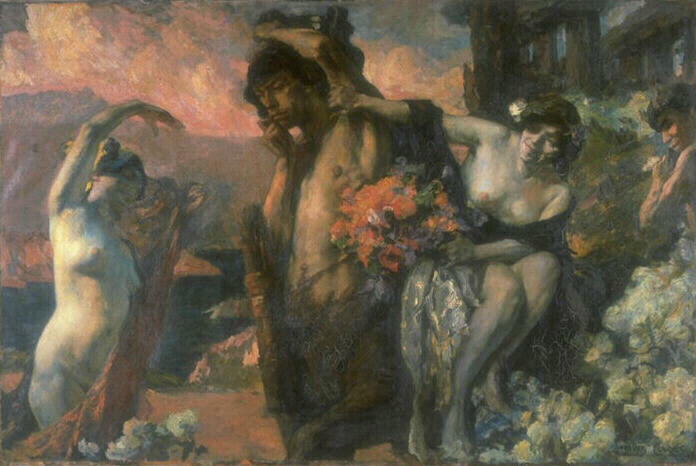
Corteo antico, 1910 Museo di belle arti di Bordeaux